# Le Chant du cygne (film, 1992)
Pour les articles homonymes, voir Le Chant du cygne (homonymie) et Swan Song.
 (juillet 2025).
Pour plus de détails, voir Fiche technique et Distribution.
Le Chant du cygne (Swan Song) est un court métrage film britannique réalisé par Kenneth Branagh, sorti en 1992.

## Synopsis
Un vieil acteur se retrouve seul avec un accessoiriste dans un théâtre vide. Il se remémore sa carrière.

## Fiche technique
- Titre : Le Chant du cygne
- Titre original : Swan Song
- Réalisation : Kenneth Branagh
- Scénario : Hugh Cruttwell, d'après la pièce Le Chant du cygne d'Anton Tchekhov
- Direction artistique : Bunny Christie
- Costumes : Susan Coates, Stephanie Collie
- Photographie : Roger Lanser
- Son : Ivan Sharrock
- Montage : Andrew Marcus
- Musique : Jimmy Yuill
- Production : David Parfitt
- Société de production : Swan Song Film
- Pays d'origine :  Royaume-Uni
- Langue originale : anglais
- Format : couleur — 35 mm — Stéréo
- Durée : 23 minutes
- Dates de sortie : Royaume-Uni : 1992

## Distribution
- John Gielgud : Svetlovidov
- Richard Briers : Nikita

## Nominations
- Oscars 1993 : Oscar du meilleur court métrage en prises de vues réelles